# Homalomena kiahii
Homalomena kiahii är en kallaväxtart som beskrevs av Caetano Xavier Furtado. Homalomena kiahii ingår i släktet Homalomena och familjen kallaväxter. Inga underarter finns listade.